# Hallingeberg-Blackstads församling
Hallingeberg-Blackstads församling är en församling i Kustbygdens kontrakt i Linköpings stift och Västerviks kommun, Sverige. Församlingen ingår i Södra Tjusts pastorat. 

## Administrativ historik
Församlingen bildades 2012 genom en sammanslagning av Hallingebergs församling och Blackstads församling och utgjorde därefter till 2014 ett eget pastorat. Från 2014 ingår församlingen i Södra Tjusts pastorat.

## Kyrkobyggnader
- Hallingebergs kyrka
- Blackstads kyrka
- Ankarsrums kyrka